# Emanuele Bombini
Emanuele Bombini (San Ferdinando di Puglia, 2 luglio 1959) è un ex ciclista su strada e dirigente sportivo italiano.
Professionista dal 1981 al 1991, vinse una tappa al Giro d'Italia 1985.

## Carriera
Nelle sue dieci stagioni da professionista, dal 1981 al 1991, ottenne una decina di successi tra cui nel 1985 una tappa al Giro d'Italia e la classica italiana Milano-Vignola.
Sceso di sella salì direttamente sull'ammiraglia, prima nel settore giovanile e poi tra i professionisti, ottenendo anche successi con corridori quali Argentin, Berzin, Colombo e Furlan.

## Palmarès
- 1976 (dilettanti)

Coppa Collecchio
- 1978 (dilettanti)

Coppa Cicogna
- 1979 (dilettanti)

Freccia dei Vini
- 1980 (dilettanti)

Milano-Tortona
Coppa Mobilio Ponsacco
- 1983

2ª tappa Ruota d'Oro
- 1985

Milano-Vignola
5ª tappa Giro d'Italia (Selva di Val Gardena > Vittorio Veneto)
- 1989

Bologna-San Luca (cronometro)
- 1990

9ª tappa Settimana Ciclistica Bergamasca

## Piazzamenti

### Grandi Giri
- Giro d'Italia

1981: ritirato (16ª tappa)
1982: ritirato
1983: 22º
1984: ritirato (non partito 18ª tappa)
1985: 11º
1986: ritirato (21ª tappa)
1987: 20º
1988: 20º
1989: ritirato (4ª tappa)
1990: 41º
- Vuelta a España

1987: ritirato (non partito 15ª tappa)

### Classiche monumento
- Milano-Sanremo

1981: 17º
1983: 41º
1984: 38º
1985: 72º
1986: 13º
1987: 37º
1989: 24º
- Giro delle Fiandre

1987: 34º
- Liegi-Bastogne-Liegi

1985: 14º
1987: 9º
- Giro di Lombardia

1981: 7º
1982: 12º
1984: 9º

### Competizioni mondiali
- Campionati del mondo

Altenrhein 1983 - In linea: ritirato
Giavera del Montello 1985 - In linea: 42º
Villach 1987 - In linea: 54º
Chambéry 1989 - In linea: 23º
Utsunomiya 1990 - In linea: ritirato